# Easter
Easter è il terzo album della cantautrice statunitense Patti Smith, pubblicato nel 1978 per l'etichetta discografica Arista Records, prodotto da Jimmy Iovine.

## Tracce

### Lato A
1. Till Victory - 2:45 -  (P. Smith - Lenny Kaye)
2. Space Monkey - 4:04 -  (P. Smith - Ivan Kral, Tom Verlaine)
3. Because the Night - 3:32 -  (P. Smith - Bruce Springsteen)
4. Ghost Dance - 4:40 -  (P. Smith - Lenny Kaye)
5. Babelogue - 1:25 -  (P. Smith)
6. Rock 'n' Roll Nigger - 3:13 -  (P. Smith - Lenny Kaye)

### Lato B
1. Privilege (Set Me Free) - 3:27 -  (Mel London, Mike Leander, Psalm 23)
2. We Three - 4:19 -  (P. Smith - Ivan Kral)
3. 25th Floor - 4:01 -  (P. Smith, Kral)
4. High on Rebellion - 2:37 -  (P. Smith)
5. Easter - 6:15 -  (P. Smith, Jay Dee Daugherty)

## Musicisti
- Patti Smith - voce, chitarra
- Lenny Kaye - chitarra, basso, voce
- Jay Dee Daugherty - batteria, percussioni
- Ivan Kral - chitarra, basso
- Richard Sohl - tastiere, sintetizzatori